# Zalissea Perșe, Camenița
Zalissea Perșe (în ucraineană Залісся Перше) este localitatea de reședință a comunei Zalissea Perșe din raionul Camenița, regiunea Hmelnîțkîi, Ucraina.

## Demografie
Componența lingvistică a localității Zalissea Perșe
     Ucraineană (99,58%)
     Alte limbi (0,42%)
Conform recensământului din 2001, majoritatea populației localității Zalissea Perșe era vorbitoare de ucraineană (99,58%), existând în minoritate și vorbitori de alte limbi.